# Гергард Грот
Гергард Грот (нім. Gerhard Groth; 20 серпня 1917, Мехіко — 10 квітня 1997, Мехіко) — німецький офіцер-підводник, капітан-лейтенант крігсмаріне.

## Біографія
1 квітня 1937 року вступив на флот. В квітні-вересні 1940 року пройшов курс підводника. З вересня 1940 року служив в штабі 2-ї навчальної дивізії підводних човнів. З червня 1941 року — 2-й, з жовтня 1941 року — 1-й вахтовий офіцер на підводному човні U-96. В січні-березні 1942 року пройшов курс командира човна. З 8 квітня по 14 грудня 1942 року — командир U-143, з 14 січня 1943 по 25 квітня 1945 року — U-958, на якому здійснив 3 походи (разом 122 дні в морі), з 26 квітня по 5 травня 1945 року — U-397.
Всього за час бойових дій потопив 2 кораблі загальною водотоннажністю 760 тонн і пошкодив 1 корабель водотоннажністю 40 тонн.
| Дата           | Назва корабля         | Тип                | Тоннаж | Екіпаж | Загинули | Країна    |
| -------------- | --------------------- | ------------------ | ------ | ------ | -------- | --------- |
| 24 жовтня 1944 | Linnea                | Вітрильник         | 40     | ?      | Всі      | Фінляндія |
| 24 жовтня 1944 | Piikkiö (пошкоджений) | Вітрильник         | 40     | ?      | 1        | Фінляндія |
| 29 жовтня 1944 | СБ-2                  | Десантний корабель | 720    | ?      | 107      | СРСР      |

## Звання
- Кандидат в офіцери (3 квітня 1937)
- Морський кадет (21 вересня 1937)
- Фенріх-цур-зее (1 травня 1938)
- Оберфенріх-цур-зее (1 липня 1939)
- Лейтенант-цур-зее (1 серпня 1939)
- Оберлейтенант-цур-зее (1 вересня 1941)
- Капітан-лейтенант (1 березня 1944)